# Werner Reinsdorff
Werner Reinsdorff (ur. 1908, zm. ?) – zbrodniarz wojenny, pracownik cywilny w niemieckim obozie koncentracyjnym Mauthausen-Gusen. Pod koniec wojny wcielono go również do SS.
Do 12 lutego 1942 pracował jako cywil w stolarni obozowej w Mauthausen. Następnie do 31 sierpnia 1942 przebywał w Berlinie, skąd powrócił do Mauthausen. Ponownie pracował w stolarni obozowej do 16 czerwca 1943, kiedy został brygadzistą w komandzie więźniów, które zajmowało się budowaniem fundamentów (pracowało w nim nawet do 1200 osób). Reinsdorff został następnie kierownikiem tego komanda 1 września 1943. W marcu i kwietniu 1945 przeszedł z kolei przeszkolenie wojskowe w obozie i następnie w stopniu SS-Manna wysłano go na front, gdzie walczył w ramach Waffen-SS.
Reinsdorff został osądzony w procesie załogi Mauthausen-Gusen (US vs. Peter Bärens i inni) przed amerykańskim Trybunałem Wojskowym w Dachau. Wymierzono mu karę dożywotniego więzienia. Jak ustalił trybunał, oskarżony zakatował na śmierć w kwietniu 1945 20 więźniów żydowskich. Poza tym znęcał się nad więźniami, bijąc ich kijem i składając na nich raporty, za co wysyłano ich do kompanii karnej.